# Сераковский, Михаил
Михал Роман Сераковский (пол. Michał Sierakowski; в русских текстах повсеместно: Михаил Сераковский; 10 августа 1748, Твердза, Подкарпатское воеводство — 27 июля 1802, Умань) — польский католический епископ.

## Биография
Родился в 1748 году в Твердзе в Подкарпатье. Выходец из рода Сераковских, герба Долэнга. Учился во Львове под опекой Вацлава Иеронима Сераковского, тогдашнего епископа Перемышльского (который, однако, принадлежал к другом роду Сераковских). Был им пострижен в Львовском кафедральном соборе в 1764 году. В 1772 году стал диаконом. В 1773 году — каноником капитула Каменецкого кафедрального собора. В 1776 году перешёл каноником в кафедральный собор Пшемысля. К 1781 году стал деканом капитула этого собора.
В 1778 году епископ Пшемысля Иосиф Тадеуш Кирский назначил его своим суффраганом. 8 декабря 1778 года Михал Сераковский был рукоположен во епископа с титулованием титулярным епископом Прусским. В 1786 году, в рамках реформ императора Иосифа II Австрийского, была отменена суффрагания Пшемысля. Поэтому Сераковский отправился в Умань, где при поддержке магната Станислава Потоцкого получил пробство.
Михаил Сераковский поддержал пророссийскую Тарговицкую Конфедерацию и 3 июня 1792 года занял в ней высокий пост консилиума (советника маршала конфедерации и члена её генерального совета). 30 августа 1792, в день именин маршала Станислава  Потоцкого, Сераковский отслужил молебен в Любомле, после которого выступил с пламенной проповедью в поддержку маршала, в которой ставил его за образец патриотизма и добродетели и провозгласил спасителем польской республики. После ещё нескольких столь же блестящих проповедей, руководители конфедерации назначили Сераковского послом в Рим, где он должен был благодарить Папу за благословение, данное конфедератам, и просить его о восстановлении ордена Святого Станислава.
Епископ Михаил Сераковский выступал в защиту варшавских евреев в их конфликте с польскими мещанами. Когда варшавские мещане-поляки предложили изгнать евреев из города, Сераковский назвал их требования незаконными, в результате чего «проект» изгнания не был реализован.
В 1798 году, уже в царствование Павла I Михаил Сераковский стал викарным епископом восстановленной Каменецкой епархии. Сераковский «прославился» тем, что легко аннулировал браки местной шляхты, по слухам, не совершенно безвозмездно.
Вообще, некоторые польские авторы, негативно настроенные по отношению к Сераковскому после его решения сотрудничать с Россией, выдвигали против него целый ряд обвинений, а именно: что ещё во времена Тарговицкой конфедерации он получал взятки от русского посла графа Сиверса; что только за взятки согласился помогать евреям в Варшаве; что поддержал Россию лишь из корысти, а все полученные деньги и даже драгоценные предметы облачения епископа проиграл в карты; и так далее.
Со своей стороны, российской правительство было довольно Сераковским: при Павле он был награждён российскими орденами святой Анны I степени и святого Александра Невского. 
Скончался в Умани.

## Награды
- Орден Святой Анны — Российская империя (апрель 1797).
- Орден Святого Александра Невского — Российская империя (1799).